# ゴルトシュミット (小惑星)
ゴルトシュミットまたはゴールドシュミット (1614 Goldschmidt) は、小惑星帯にある小惑星である。フランスの天文学者アルフレッド・シュミットがウックルのベルギー王立天文台で発見した。
生涯のほとんどをフランスで過ごし、14個の小惑星を発見したドイツの天文学者・画家ヘルマン・ゴルトシュミットに因んで命名された。